# Łobna
Łobna (ukr. Лобна) – wieś na Ukrainie, w obwodzie wołyńskim, w rejonie kamieńskim. Liczy 673 mieszkańców/
Do 2020 w rejonie lubieszowskim. 